# Erasmus-Bildungshaus (Offenbach am Main)

Logo des Erasmus-Bildungshauses

Das Erasmus-Bildungshaus im Stadtteil Westend von Offenbach am Main ist eine mehrsprachige Bildungseinrichtung für Kinder von ein bis zehn Jahren in freier Trägerschaft. Mit seinem Ganztagesbetrieb in Deutsch, Englisch und Spanisch von Kinderkrippe, Kindertagesstätte und Grundschule kann es bundesweite Einmaligkeit für sich beanspruchen. Es ist benannt nach Erasmus von Rotterdam.
Die vom Bildungshaus betriebene Schule ist eine genehmigte mehrsprachige Ersatzschule nach dem Hessischen Schulgesetz. Das Gebäude, in dem das Bildungshaus seinen Stammsitz hat, ist Kulturdenkmal nach dem Hessischen Denkmalschutzgesetz.

## Einrichtungen
Die Einrichtung verfügt am Stammsitz über drei Krabbelgruppen mit Betreuungsplätzen für jeweils zehn Kinder. Daneben bestehen drei Kindertagesstätten-Gruppen mit Betreuungsmöglichkeit für je 25 Kinder sowie vier Grundschulklassen mit Kapazität für ebenfalls jeweils 25 Kinder. Die Gesamtkapazität der Einrichtung beläuft sich damit auf 200 Kinder. Darüber hinaus unterhält die Krabbelstube drei Niederlassungen, eine davon in Bürgel mit 36 Betreuungsplätzen.

## Konzept
Grundkonzeption der gesamten Bildungseinrichtung ist das spielerische Heranführen von Kindern an eine gelebte Mehrsprachigkeit. Dies erfolgt ohne Lernen durch die Immersionsmethode. Hierzu sprechen muttersprachliche Erzieher von Anfang an mit allen Kindern – auch in der Krabbelstube – in ihrer Muttersprache. In der Einrichtung werden hierzu die Sprachen Deutsch, Englisch und Spanisch gesprochen. Im Vordergrund stehen zudem die Förderung des selbstständigen Forschen und Begreifen, die Entwicklung der Neugier und der Persönlichkeit jedes Kindes, für sich und mit den anderen. Mit zunehmendem Alter der Kinder finden zudem reformpädagogische Ansätze Bedeutung, indem die Individualität ebenso wie projektorientiertes Handeln und selbständiges Agieren gefördert werden.
Die Konzeption der Grundschule sieht darüber hinaus den Betrieb als Ganztagsschule ebenso wie das Tragen von Schulkleidung vor. Der Unterrichtsstoff wird wochenweise überwiegend themenbezogen – und mit den Schülern besprochen und teils mitentwickelt – vermittelt. Betreuungszeiten von 07:30 Uhr bis 18:30 Uhr und lediglich 25 Schließtage im Jahr innerhalb der gesamten Einrichtung sollen die Vereinbarkeit von Familie und Beruf fördern.
Mit seinem Ganztagesbetrieb in Deutsch, Englisch und Spanisch von Kinderkrippe, Kindertagesstätte und Grundschule kann es bundesweite Einmaligkeit für sich beanspruchen.

## Geschichte
Im Jahr 2007 gründete sich ein Elternverein mit der Zielsetzung, in Offenbach eine mehrsprachige Grundschule, Kindertagesstätte und Krabbelstube nach dem Erasmus-Konzept zu etablieren. Schirmherrin des Projektes war Birgit Simon, damals Offenbachs Bürgermeisterin. Nachdem das Projekt finanziell abgesichert war, konnte als Räumlichkeit für das Bildungshaus das damals nicht mehr genutzte Gesundheitsamt gefunden werden. Die Einrichtung öffnete zum Schuljahr 2009/10 erstmals für 25 Erstklässler ihre Pforten. Kindergarten und Krabbelstube folgten mit zunächst 30 Kindern im Januar 2010. August 2010 waren es dann schon rund hundert Kindergarten- und Krabbelstubenkinder sowie zwei Schulklassen im umgebauten und renovierten Gebäude. Seit Mitte 2012 wird die Einrichtung in ihrem heutigen Umfang genutzt.
Träger der Einrichtung ist heute die Erasmus-Offenbach gGmbH.

## Kritik
In der Anfangsphase des Projekts flammten sowohl in der öffentlichen Diskussion als auch der Kommunalpolitik Kritik an dessen finanzieller Förderung durch die Stadt Offenbach auf. Anlass für die Kritiker war hierbei vor allem, dass sich die Kosten für den Umbau der Räumlichkeiten auf 4,6 Millionen Euro beliefen und von der Stadt als Eigentümer und Vermieter des Gebäudes zu tragen waren. Nach Ansicht der Kritiker fehle das Geld beim Ausbau bereits bestehender Schulen und käme stattdessen dem Aufbau einer privaten elitären Schule zugute. Zudem werde durch die mietvertragliche Konstruktion die Einrichtung von Seiten der Stadt dauerhaft subventioniert. Nach Eröffnung und durch den erfolgreichen Betrieb der Einrichtung kam die Kritik jedoch zum Erliegen.

## Gebäude am Dreieichring 24

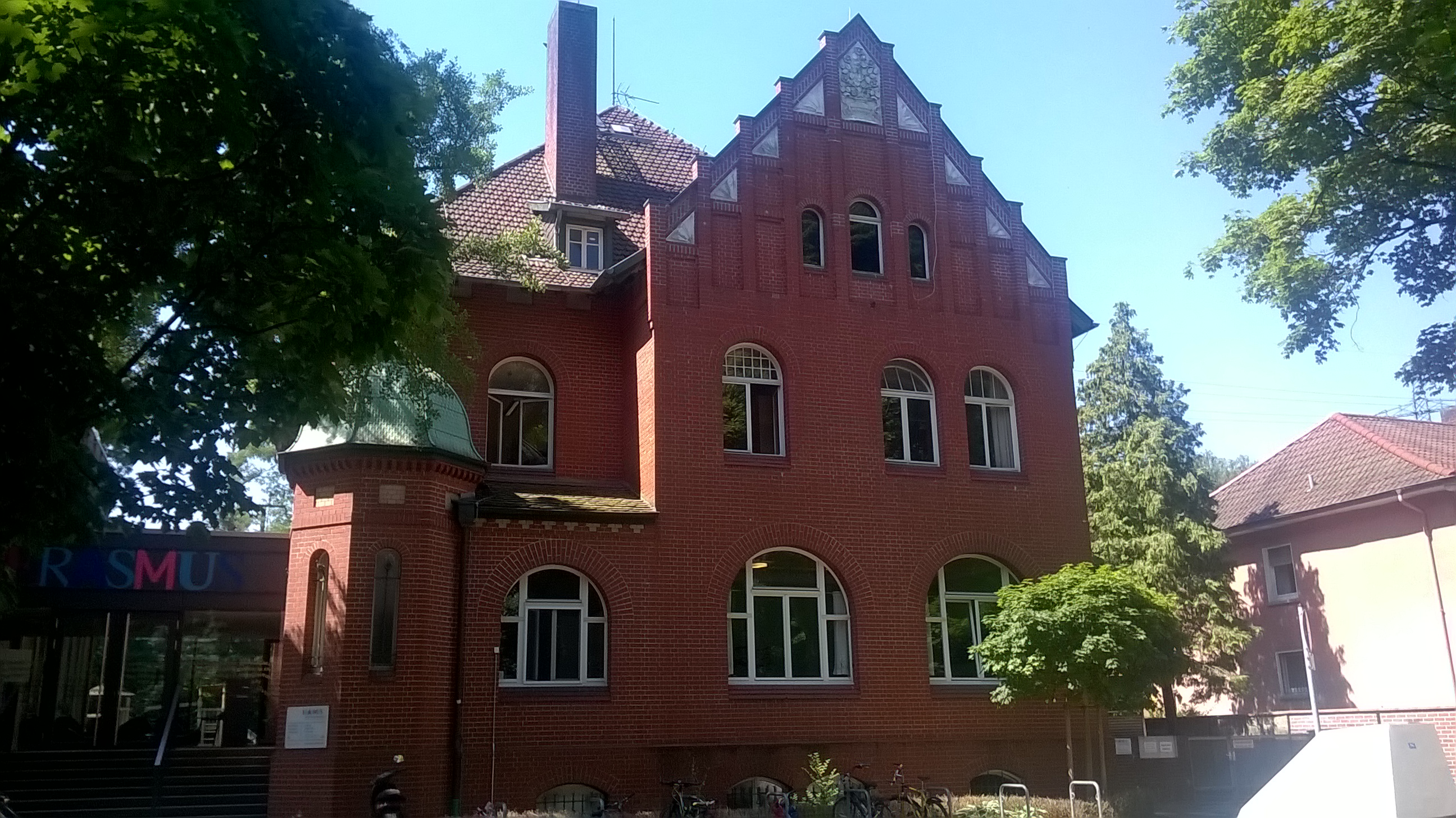
Denkmalgeschützter Teil des Erasmus-Bildungshauses

Das Gebäude, in dem sich das Bildungshaus befindet, wurde 1899 als erste Villa am Dreieichring, nahe der Stadtgrenze zu Frankfurt am Main im Westend Offenbachs Westend errichtet. Der benachbarte Dreieich-Park war zu dieser Zeit bereits angelegt. Die Backsteinvilla wurde von den Architekten August Martenstein und Philipp Josseaux entworfen und von der örtlichen Baufirma Gebrüder Hasenbach ausgeführt. Das Gebäude ist aus dunklen Backsteinen errichtet und weist einen trutzigen Turm und halbrunde, hohe Fenster auf. Das Dach ist als Walmdach mit Schleppgauben ausgeführt. Zur Straßenfront springt ein Risalit mit reich geschmücktem Giebel hervor.
1934 wurde das Anwesen an die Stadt Offenbach verkauft, die es an die SA-Brigade Offenbach vermietete, bis es 1936 in den Besitz der NSDAP gelangte, welche dort die Nationalsozialistische Volkswohlfahrt unterbrachte. Nach 1945 fiel das Gebäude zurück in den Besitz der Stadt, die dort das Gesundheitsamt ansiedelte. Im Zuge dieser Nutzung wurden in der Zeit von 1966 bis 1971 Erweiterungsbauten errichtet, die in Material und Formensprache mit der Villa korrespondieren. Die Nutzung durch das Gesundheitsamt endete 2005.
Das Gebäude steht unter Denkmalschutz.

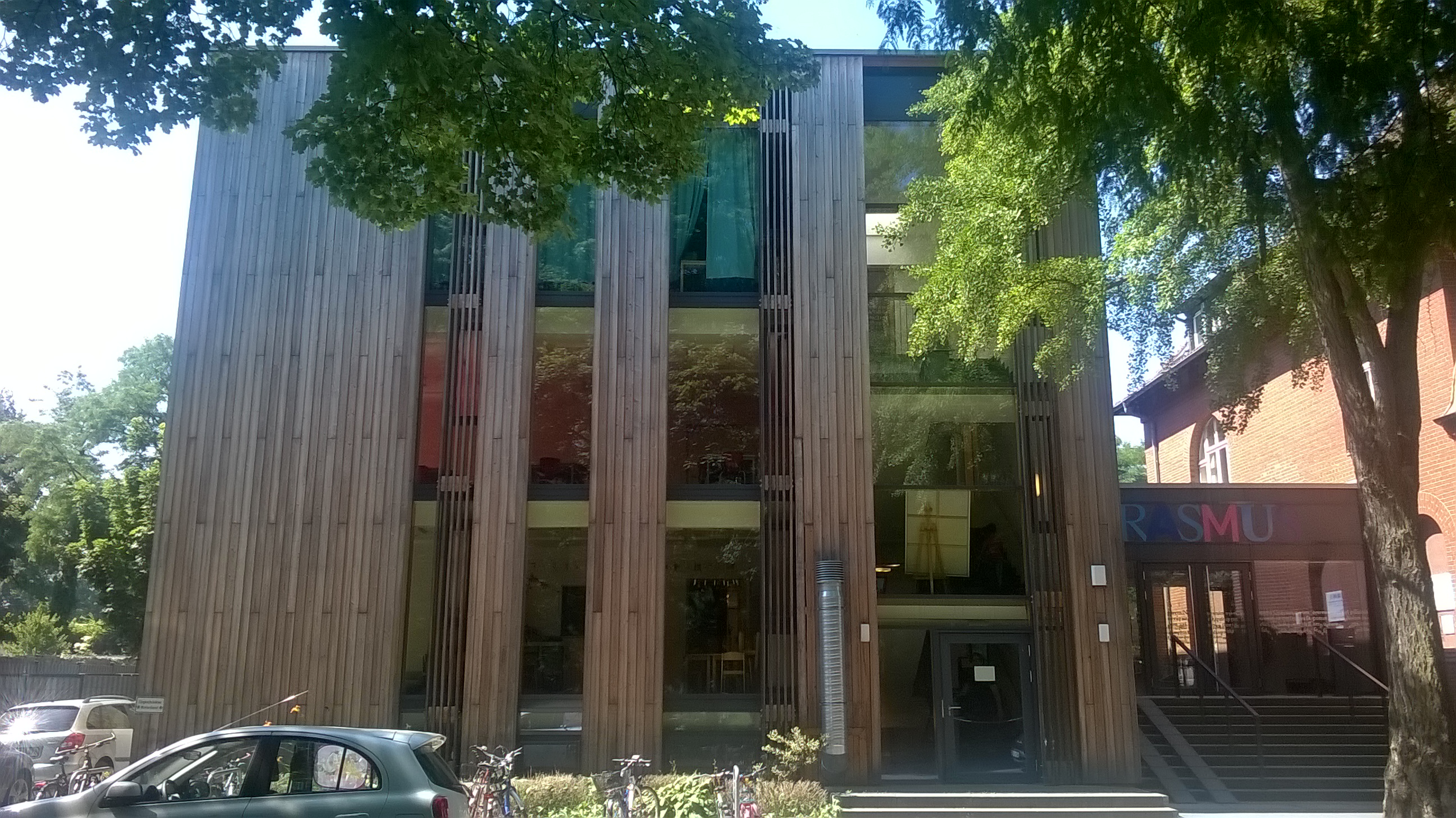
Anbau des Bildungshauses

Beim Umbau zum Bildungshaus wurden die großflächigen Glasfronten des Anbaus mit einem Schriftkunstwerk des Künstlers Holmer Schleyerbach versehen.

## Förderverein

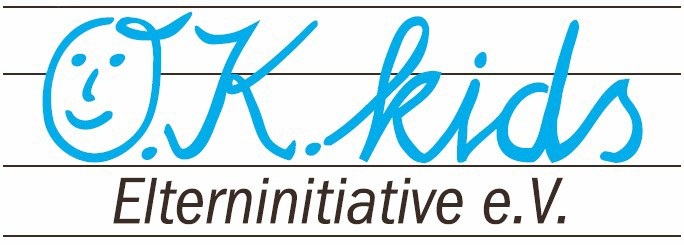
Logo des Fördervereins Offenbacher Kaiserlei Kids, Elterninitiative e.V.

Der Förderverein Offenbacher Kaiserlei Kids, Elterninitiative e.V. wurde im Dezember 2007 zur Förderung der Errichtung des Erasmus-Bildungshauses gegründet. Heute liegt der Schwerpunkt des Vereins in der Vergabe von Stipendien für Schüler des Bildungshauses sowie der Finanzierung und Durchführung von Projekten, wie zum Beispiel die Gestaltung des Außenbereichs, Aufbau der Schulbibliothek oder Einrichtung eines Werkraums.

## Sonstiges
Die Schule trägt seit 2012 das Qualitätssiegel Deutsche Schachschule. Das Erasmus-Bildungshaus ist die erste Schule im gesamten Rhein-Main-Gebiet, der diese Auszeichnung zuteilwurde. Bundesweit sind es mit dem Bildungshaus 19 Schulen. Die Schule erhielt die Auszeichnung, weil sie mehrere Schachgruppen mit unterschiedlichen Niveau sowohl für Grundschüler als auch Kindergartenkinder unterhält und mit diesen regelmäßig an Turnieren teilnimmt.